# Ruslán Nigmatulin
Ruslán Karímovich Nigmatulin (en ruso: Руслан Каримович Нигматуллин) (Kazán, 7 de octubre de 1974), es un exfutbolista ruso de etnia tártara. En el 2001 recibió el premio al Jugador Ruso del Año, y es considerado uno de los mejores porteros de la Rusia moderna. Ahora se desempeña como un famoso DJ.

## Clubes
| Club                    | País   | Año         |
| ----------------------- | ------ | ----------- |
| FC KAMAZ                | Rusia  | 1992 - 1994 |
| FC Spartak de Moscú     | Rusia  | 1995 - 1997 |
| FC Lokomotiv Moscú      | Rusia  | 1998 - 2001 |
| Hellas Verona           | Italia | 2002 - 2004 |
| PFC CSKA Moscú (cedido) | Rusia  | 2002        |
| Salernitana (cedido)    | Italia | 2003        |
| Terek Grozny            | Rusia  | 2005        |
| FK SKA Rostov del Don   | Rusia  | 2008        |
| FK Anzhí Majachkalá     | Rusia  | 2009        |
| FC Lokomotiv-2 Moscú    | Rusia  | 2009        |
| Maccabi Ahi Nazareth    | Israel | 2009        |

- Datos: Q559136
- Multimedia: Ruslan Nigmatullin / Q559136